# Paul Mares
Para el botánico francés, véase Paul Marès
Paul Mares (Nueva Orleans, Luisiana, 15 de junio de 1900 - Chicago, Illinois, 18 de agosto de 1949) fue un cornetista, trompetista, compositor y director de orquesta estadounidense de jazz, encuadrado en el jazz tradicional.
Desde muy pronto (1917), comenzó a tocar en bandas de su ciudad natal, y se incorporó en 1919 a orquestas de riverboats. Emigró a Chicago en 1921, y allí dirigiría la Friar's Inn Society Orchestra (también llamados New Orleans Rhythm Kings), junto con George Brunis, el clarinetista Leon Roppolo (1902 - 1943), el pianista Elmer Schoebel (1896 - 1970) y Ben Pollack, entre otros. La orquesta grabó varios discos, desde 1922 hasta 1925, año en que se disolvió. Años más tarde, en 1935, Paul Mares volvería a grabar, antes de retirarse a un negocio de restauración.
Los críticos lo consideran el primer estilista blanco de la trompeta, y sus discos ejercieron una considerable influencia en los músicos blancos de dixieland, incluido Bix Beiderbecke. La banda de Paul Mares fue de las primeras en incorporar un saxofón y en incluir pasajes con arreglos escritos, aunque seguían manteniendo la cohesión de la improvisación colectiva propia del hot de Nueva Orleans.